# Acide pantoïque
L'acide pantoïque est un acide carboxylique α,γ-dihydroxylé. 
Avec la  β-alanine, il est l'un des deux composants de l'acide pantothénique (vitamine B5), et se retrouve donc dans les sous-produits de décomposition de ce dernier et des nombreuses molécules dont il est le précurseur. Pour former l'acide pantothénique, le groupe carboxyle de l'acide pantoïque se lie à la fonction amine de la β-alanine, formant une liaison amide.